# Mundo Deportivo
Mundo Deportivo (pronúncia espanhola: [ˈmundo ðepoɾˈtiβo]; que significa Mundo Esportivo em português) é um jornal esportivo diário espanhol publicado em Barcelona, Catalunha.

## História e perfil
Mundo Deportivo foi publicado pela primeira vez no dia 1º de janeiro de 1906, como um jornal semanal, e desde 1929, diariamente. É o jornal esportivo mais antigo ainda publicado na Espanha e o segundo na Europa, atrás apenas do italiano La Gazzetta dello Sport, fundado em 1896.
É publicado em Barcelona e é propriedade do Grupo Godó, que também é dono do La Vanguardia.
Mundo Deportivo foca-se principalmente no clube local de futebol FC Barcelona, mas também cobre a Liga Espanhola de Basquetebol (ACB), o Campeonato Mundial de Motovelocidade, as corridas de Fórmula 1, entre outros.
Tanto o Mundo Deportivo quanto o Sport são as fontes predominantes de notícias esportivas na Catalunha.